# Prospalta ochracea
Prospalta ochracea là một loài bướm đêm trong họ Noctuidae.